# مرداو بن علي
مرداو بن علي بن كاسب بن صعصعة الكعبي ، ويعرف باسم الشيخ مرداو الكعبي ، زعيم قبيلة البو ناصر من بني كعب ، ومؤسس مشيخة المحمرة القديمة ، وأول حكامها في الأحواز بإيران ، وهو والد الشيخ يوسف بن مرداو الكعبي ، والشيخ جابر بن مرداو الكعبي ، وجد الشيخ مزعل بن جابر الكعبي ، و الشيخ خزعل الكعبي.

## عن حياته
أسس الشيخ مرداو بن علي بن كاسب الكعبي مشيخة المحمرة بعد خلاف بين فرعي قبيلة بني كعب (البو ناصر ) و(البو كاسب ) ، وقد إستقر فرع البو كاسب على مصب نهر الكارون في شط العرب ليؤسسوا بعد ذلك مشيخة المحمرة التي ذاع صيتها وأصبحت أول إمارة عربية في منطقة الخليج العربي تنال استقلالها عن الدولتين العثمانية والفارسية.

## وفاته
توفي الشيخ مرداو الكعبي ، فإنتقلت زعامة القبيلة والإمارة إلى إبنه الأكبر الشيخ يوسف بن مرداو الكعبي .